# Taouzient
Taouzient là một đô thị thuộc tỉnh Khenchela, Algérie. Dân số thời điểm năm 2002 là 9.794 người.